# 1. hokejová liga SR 2001/2002
1. hokejová liga SR 2001/2002 byla devátou sezónou 1. hokejové ligy na Slovensku, které se zúčastnilo 12 týmů. V průběhu sezóny byl tým HKm Detva vyloučen a jeho výsledky byly anulovány (sestoupil tak automaticky do 2. ligy). B-tým Žiliny po sezóně prodal prvoligovou licenci týmu MšHK Prievidza.
Vítězem se stal tým HK VTJ Spišská Nová Ves, který v baráži porazil tým MHC Nitra a vybojoval si tak účast v slovnaft extralize. Do následující sezóny postoupil z 2. ligy tým HK Ružinov 99 Bratislava.

## Základní část
| Vysvětlivka                                |
| ------------------------------------------ |
| Postupující do baráže o Slovnaft extraligu |
| Sestupující/prodej licence                 |

| Poř. | Tým                                   | Z  | V  | R | P  | VG  | OG  | B  |
| ---- | ------------------------------------- | -- | -- | - | -- | --- | --- | -- |
| 1.   | HK VTJ Spišská Nová Ves               | 40 | 33 | 2 | 5  | 217 | 86  | 68 |
| 2.   | HC Dukla Inpro Senica                 | 40 | 26 | 3 | 11 | 191 | 104 | 55 |
| 3.   | HC VTJ Telvis Topoľčany               | 40 | 24 | 4 | 12 | 161 | 110 | 52 |
| 4.   | ŠaHK Banská Bystrica                  | 40 | 21 | 6 | 13 | 163 | 123 | 48 |
| 5.   | HK VTJ Farmakol Prešov                | 40 | 19 | 9 | 12 | 132 | 84  | 47 |
| 6.   | Spartak Dubnica nad Váhom (Trenčín B) | 40 | 17 | 9 | 14 | 143 | 128 | 43 |
| 7.   | MHK Olympic ŠKP Ružomberok (Žilina B) | 40 | 12 | 7 | 21 | 127 | 167 | 31 |
| 8.   | HK VTJ Trebišov                       | 40 | 11 | 6 | 23 | 102 | 174 | 28 |
| 9.   | HK 95 Považská Bystrica               | 40 | 13 | 2 | 25 | 108 | 175 | 28 |
| 10.  | HC Prievidza (Zvolen B)               | 40 | 11 | 5 | 24 | 111 | 153 | 27 |
| 11.  | HK Dukla Michalovce                   | 40 | 5  | 3 | 32 | 75  | 226 | 13 |
| 12.  | HKm Detva                             | -  | -  | - | -  | -   | -   | -  |

## Baráž o extraligu
- MHC Nitra - HK VTJ Spišská Nová Ves 2:4 (1:3, 4:1, 5:6PP, 1:5, 3:2, 1:7)